# PastelGames
PastelGames je polská herní vývojářská společnost, kterou založil Mateusz Skutnik a Karol Konwerski. Společnost se zaměřuje na pastelovou grafiku a webové point'n'click hry.

## Zaměstnanci
- Mateusz Skutnik - Programátor, Grafik, Scenárista, Tvorba hádanek (puzzle)
- Karol Konwerski - Scenárista
- Maciej Pałka - Grafik, Scenárista
- Kamil Kochański - Grafik
- Marek Rudowski - Grafik, Scenárista
- Krysztof Poznański - Grafik
- Robert Musiałek - iPhone Programátor

## Webové flash hry

### Herní série
- Submachine 2005 - dnes (13 epizod)
- Covert Front 2007 - 2012 (4 epizody)
- Daymare Town 2007 - dnes (4 epizody)
- 10 Gnomes 2008 - dnes (15 epizod)
- Fog Fall 2008 - dnes (4 epizody)
- Morbid 2009 - dnes (2 epizody)
- Aurora 2010 - dnes (2 epizody)
- Tortuga 2008 - 2010 (3 epizody)
- The Scene of the Crime 2008 - dnes (3 epizody)
- Space Oddity 2008 - 2009 (2 epizody)
- Sneak Thief 2010 - 2012 (5 epizod)
- The Great House Escape 2008 (7 epizod)

### Samostatné hry
- Escape Artist 2007
- Iron Works 2008
- Charger Escape 2008
- Absolute Zero 2008
- Bermuda Escape 2009
- Owl's Nest 2010
- The Trader of Stories 2010
- Halo & Pixy 2011
- Masterpiece Murders 2011
- Garden Backdoor 2012
- Boston Butcher 2012
- Monster Detective 2012
- Dream of Murder 2013
- Baba Yaga 2013
- Grand Banda 2013
- Plumebr Pickle 2013
- Eien 2014
- Calligraphic
- Gorilla Cop
- Warfare Transporter
- Castle Run
- Last Egg Standing
- Moths
- Snowboard Stunts
- Pigeon Phew
- Castanea
- Lightem Out

## Hry a aplikace pro platformu IOS
- iSubmachine
- Oceanic
- Revolutions: Ordinary Day
- iApplause
- Acrobats
- Toxic Jump
- Glade
- Shadow Edge
- Above and below
- Scene of the Crime - iPad
- The Great Living Room Escape - iPad